# Université d'Udine
L’université d'Udine (en italien, Università degli studi di Udine, en latin Universitas Studiorum Utinensis, en Frioulan Universitât dal Friûl, acronyme UniUd) est une université d'État italienne à Udine, dans le Frioul-Vénétie Julienne, fondée en 1978 sur une initiative populaire, grâce à la collecte de plus de 125 000 signatures, dont beaucoup sont arrivées après le séisme du 6 mai 1976 au Frioul. C'est la seule université où la langue frioulane est officiellement reconnue aux côtés de l'italien. Dans une moindre mesure, le slovène et l'allemand sont également utilisés. L'université a des succursales à Gemona del Friuli, Gorizia et Pordenone.

## Identité visuelle
Le sceau de l'université est circulaire. Sur un fond bleu se dresse un aigle royal, orné de rouge, aux ailes déployées, la queue lysée et la tête tournée vers la droite. Sur le bord du sceau apparaît l'inscription « Universitas Studiorum Utinensis », avec les mots séparés par des croix, et séparés du champ interne par un cadre perlé.

## Histoire
L'Université a été fondée en 1978, dans le cadre des interventions pour la reconstruction du Frioul, à la suite du tremblement de terre de 1976 et à la demande d'une grande partie de la population qui a soutenu l'initiative avec la collecte de 125 000 signatures. L'institution concrétise le travail du consortium universitaire, actif depuis 1968 ; les premières formations diplômantes autogérées sont lancées en novembre 1978.

## Structure
À la suite de la réforme universitaire de 2010, les facultés ont été supprimées et les formations diplômantes ont été localisées dans huit départements :
- Département de la sphère médicale (DAME)
- Département Polytechnique d'Ingénierie et d'Architecture (DPIA)
- Département Langues et littératures, communication, éducation et société (DILL)
- Département des Sciences Agroalimentaires, Environnementales et Animales (DI4A)
- Département d'économie et de statistique (DIES)
- Département des sciences juridiques (DISG)
- Département des sciences mathématiques, informatiques et physiques (DMIF)
- Département des sciences humaines et du patrimoine culturel (DIUM)

## Troupe théâtrale
Le University Theatre Group est une association étudiante de l'Université d'Udine fondée en 2004.

## Maison d'édition
En 1995, l'université a créé sa propre maison d'édition appelée Forum Editrice Universitaria Udinese,.

## Recteurs
- 1978-1979 : Antonio Servadei
- 1979-1981 : Mario Bonsembiante
- 1981-1983 : Roberto Gusmani
- 1983-1992 : Franco Frilli
- 1992-2001 : Marzio Strassoldo
- 2001-2008 : Furio Honsell
- 2008-2013 : Cristiana Compagno
- 2013-2019 : Alberto Felice De Toni
- Depuis 2019 : Roberto Pinton